# خربزه‌سانان
خربزه‌سانان یا ملون‌ها (به انگلیسی: Melon) به مجموعه میوه‌هایی از گیاهان خانوادهٔ کدوییان گفته می‌شود که دارای بافت خوراکی نرم و شیرین می‌باشند. واژهٔ ملون هم به گیاه و هم به میوهٔ این گیاهان می‌تواند اشاره داشته باشد. از لحاظ گیاه‌شناسی ملون‌ها نوعی از سته هستند.

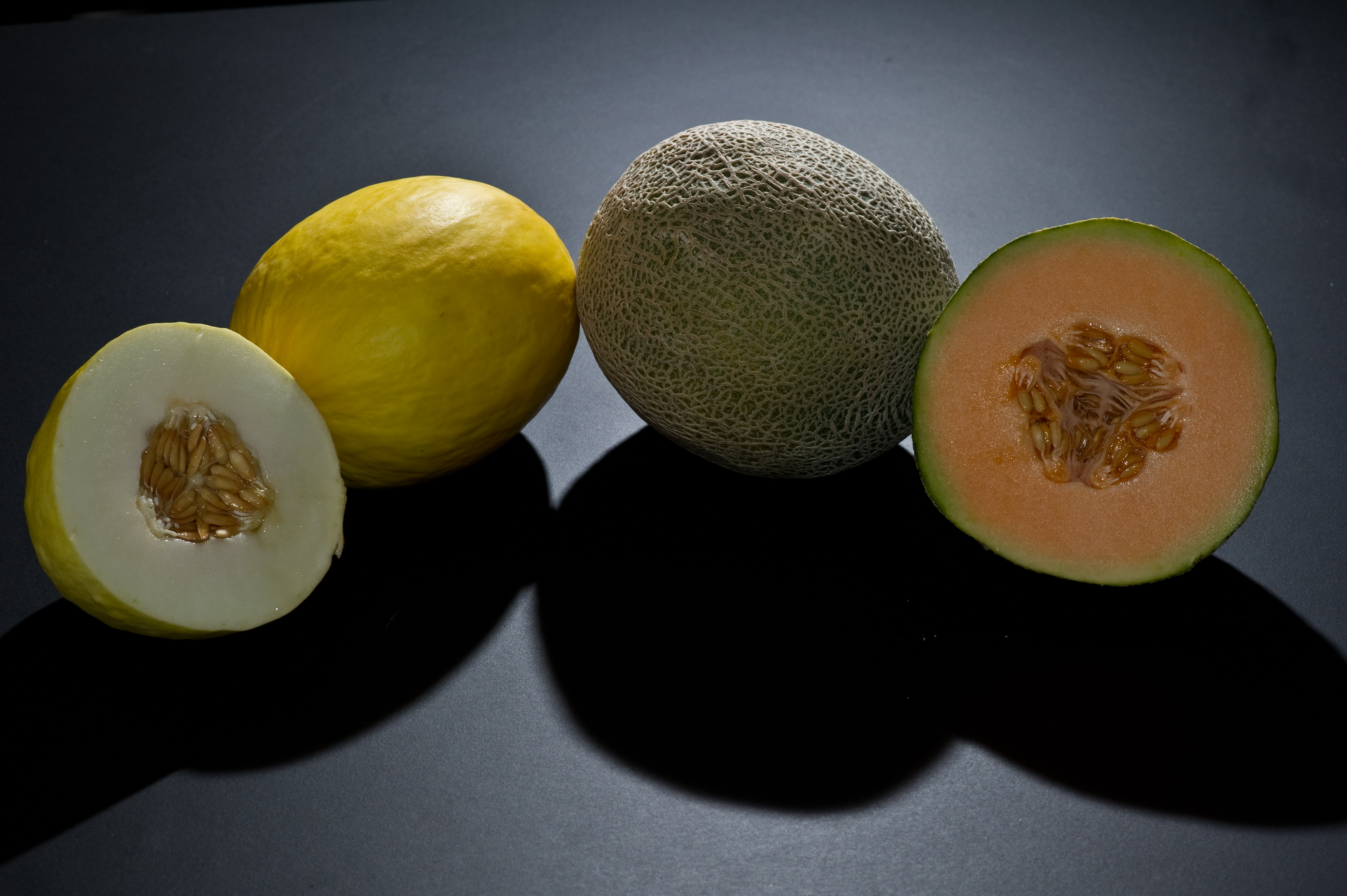
گرمک و ملون زمستانی

## تولیدکنندگان
| چین | ۱۳٬۸۳۰٬۰۰۰ |
| ترکیه | ۱٬۷۲۰٬۰۰۰  |
| هند | ۱٬۳۳۰٬۰۰۰  |
| ایران | ۱٬۲۸۰٬۰۰۰  |
| افغانستان | ۷۹۰٬۰۰۰    |
| گواتمالا | ۶۹۰٬۰۰۰    |
| هند | ۶۵۰٬۰۰۰    |
| برزیل | ۶۱۰٬۰۰۰    |
| در کل جهان | ۲۷٬۴۰۰٬۰۰۰ |
| No symbol = official figure, P = official figure, F = FAOSTAT ۲۰۰۷، * = Unofficial/Semi-official/mirror data, C = Calculated figure A = Aggregate (may include official, semi-official or estimates); Source: Food And Agricultural Organization of United Nations: Economic And Social Department: The Statistical Division |            |